# Lendang Nangka Utara
Lendang Nangka Utara is een bestuurslaag in het regentschap Oost-Lombok van de provincie West-Nusa Tenggara, Indonesië. Lendang Nangka Utara telt 8237 inwoners (volkstelling 2010).